# 第二代桑德蘭伯爵羅伯特·史賓賽
第二代桑德蘭伯爵羅伯特·史賓賽（英語：Robert Spencer, 2nd Earl of Sunderland，1641年9月5日—1702年9月28日）是英國政治人物，以及貴族史賓賽家族成員，三歲時他繼承父親為沃姆利頓男爵和桑德蘭伯爵。於詹姆斯二世在位期間擔任樞密院議長一職。